# OVER/PLUS
『OVER/PLUS』（オーヴァー/プラス）は、2011年9月14日に発売されたTOKIOのライブDVD。

## 解説
前作『5 ROUND III』から約4年半ぶり、ライブDVDとしては『TOKIO Special GIGs 2006 〜Get Your Dream〜』から約5年ぶりに発売された。
初回限定盤と通常盤共通で、DISC 1には2009年9月22日から10月8日にかけて三大都市圏（東京・大阪・名古屋）で行われたライブツアー「TOKIO LIVE TOUR OVER 30's WORLD」の名古屋ガイシホール公演、DISC 2には2011年3月6日から5月30日にかけて行われたライブツアー「TOKIO LIVE TOUR 2011 +PLUS+」の日本武道館公演が収録されている。また、初回限定盤のみ付属のDISC 3には、2008年7月27日から8月31日にかけて行われたライブツアー「TOKIO SUMMER LIVE '08 SUGAR」のパシフィコ横浜公演が収録されている。
初回限定盤はデジパック仕様、通常盤はトールケース仕様となっている。
DVD発売初週に0.9万枚を売り上げTOKIO初のオリコン週間DVDランキング総合首位となった。

## 収録曲

### DISC 1「TOKIO LIVE TOUR OVER 30's WORLD」
1. sugar
2. 城島SONG 〜OVER 30's WORLD〜
3. 宙船（そらふね）
4. WATER LIGHT
5. Lesson
6. 僕の恋愛事情と台所事情
7. ラブラブ♥マンハッタン
8. Crazy Chase
9. HEY! Mr.SAMPLING MAN
10. 雨傘
11. Yesterday's
12. 何度も夢の中でくり返すラブ・ソング
13. 太陽と砂漠のバラ
14. Save As...
15. HUM A TUNE
16. Sweet Sick Honey
17. トランジスタG（グラマー）ガール
18. do! do! do!
19. スベキコト
20. Cross Fade
21. SONIC DRIVE!

### DISC 2「TOKIO LIVE TOUR 2011 +PLUS+」
1. advance
2. AMBITIOUS JAPAN!
3. -遥か-
4. 僕の恋愛事情と台所事情
5. それしかできない
6. Period
7. 路傍の花
8. 雨傘
9. 花唄
10. 見上げた流星
11. スベキコト
12. GREEN
13. Symphonic
14. 宙船（そらふね）
15. Dream & Breeze
16. HEY! Mr.SAMPLING MAN
17. 上昇思考
18. SONIC DRIVE!
19. LOVE YOU ONLY
20. PLUS
21. 城島SONG 2011
22. NaNaNa（太陽なんていらねぇ）

### DISC 3「TOKIO SUMMER LIVE '08 SUGAR」
※初回限定盤のみ
1. 宙船（そらふね）
2. 青春（SEISYuN）
3. AMBITIOUS JAPAN!
4. do! do! do!
5. Sweet Sick Honey
6. ALIVE-LIFE
7. undid
8. リプライ
9. Mr.Traveling Man
10. メッセージ
11. Stardust Lover Orchestra
12. 本日、未熟者
13. ラン・フリー（スワン・ダンスを君と）
14. LOOP 〜愛しい日々のメロディー〜
15. 明日を目指して!
16. SONIC DRIVE!
17. JUMBO
18. sugar